# Nghi lễ trừ tà

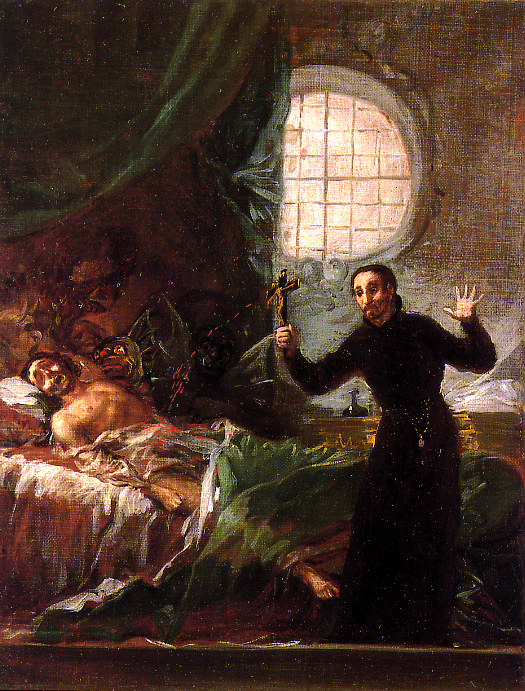
Một tu sĩ Công giáo làm nghi lễ trừ tà

Trong Cơ đốc giáo, nghi lễ trừ tà là việc thực hành những nghi thức làm phép đánh đuổi con quỷ dữ ra khỏi một người được chẩn đoán là bị quỷ ám. Người thực hiện lễ trừ tà được gọi là thầy trừ tà, thường là một vị linh mục của Giáo hội, hoặc một cá nhân được cho là được ban cho sức mạnh hoặc kỹ năng nhiệm mầu. Người trừ tà có thể sử dụng những lời cầu nguyện và các văn tự tôn giáo, chẳng hạn như đọc Kinh thánh, cử chỉ ra dấu thánh, biểu tượng, hoặc bùa hộ mệnh. Nhà trừ tà thường cầu khẩn Thiên Chúa, Chúa Giê-su Kito, các thiên thần và tổng lãnh thiên thần, và các vị thánh khác nhau để hỗ trợ việc trừ tà. Những người theo đạo thiên chúa thường trừ quỷ nhân danh Chúa Giê-su Kitô. 
Thuật ngữ trừ tà trở nên phổ biến trong Cơ đốc giáo sơ kỳ từ đầu thế kỷ thứ II trở đi. Nhìn chung, những người được xem là bị quỷ ám sẽ không bị coi là xấu xa và họ cũng không phải chịu trách nhiệm hoàn toàn về hành động của mình, bởi vì chính thân xác của họ đã bị một con quỷ nhập hồn chiếm hữu thao túng hành vi nạn nhân không mong muốn đến tổn hại cho bản thân hoặc người khác. Theo đó, các học viên coi trừ tà là một phương pháp chữa bệnh hơn là một hình phạt. Các nghi lễ chính thống thường tính đến điều này, đảm bảo rằng không có bạo lực đối với người bị nhập xác, chỉ là họ bị trói nếu có khả năng diễn ra sự bạo lực.
Nhà thờ Công giáo cho phép sử dụng phép trừ tà đối với những người được cho là nạn nhân của quỷ ám. Trong Công giáo La Mã, trừ tà là một bí tích nhưng không phải là Bí tích của Giáo hội Công giáo, không giống như báp têm hoặc Xưng tội. Không giống như một bí tích vì "tính toàn vẹn và hiệu quả của phép trừ tà không phụ thuộc vào việc sử dụng cứng nhắc một công thức không thay đổi hoặc vào trình tự có trật tự của các hành động được quy định. Hiệu quả của nó phụ thuộc vào hai yếu tố: sự cho phép từ các cơ quan có thẩm quyền của Giáo hội hợp lệ và hợp pháp, và đức tin của thầy trừ tà". Giáo lý của Giáo hội Công giáo nêu rõ: "Khi Giáo hội nhân danh Chúa Giê-su Kitô yêu cầu một cách công khai và có thẩm quyền rằng một người hoặc đối tượng được bảo vệ chống lại quyền lực của Kẻ ác và rút khỏi quyền thống trị của hắn, nó được gọi là trừ tà". Hướng dẫn chính thức đầu tiên về trừ tà được ban hành vào năm 1614.

## Nghi thức
Những ghi chép có hệ thống đầu tiên về lễ trừ tà trong Công Giáo xuất hiện lần đầu vào năm 1614, sau đó được sửa đổi vào năm 1999 với tên gọi De Exorcismis et Supplicationibus Quibusdam (Những Bổ Sung Liên Quan Đến Trừ Tà) như là một phần trong tuyển tập Rituale Romanum (Nghi lễ La Mã) của Giáo triều Vatican. Sách Nghi lễ La Mã có hệ thống cụ thể nghi thức trừ tà, hiện nay quy định trong Code of Canon Law (Bộ Giáo Luật) ghi chép ở Quyển 5 – Nhiệm Vụ Thánh Hóa Của Giáo Hội, tại điều 1172 rằng: "1- Không ai được trừ tà một cách hợp pháp cho những người bị quỷ ám nếu không được Đức giám mục sở tại giám định và cấp phép. 2- Đức giám mục sở tại chỉ ban phép này cho linh mục đạo đức, nổi tiếng về học thức và khôn ngoan, cùng có đời sống vẹn toàn". Có hai loại nghi thức trừ quỷ là thông thường (phép trừ tà) và trọng thể (nghi lễ trừ tà). Hình thức thông thường là khi làm phép rửa tội. 

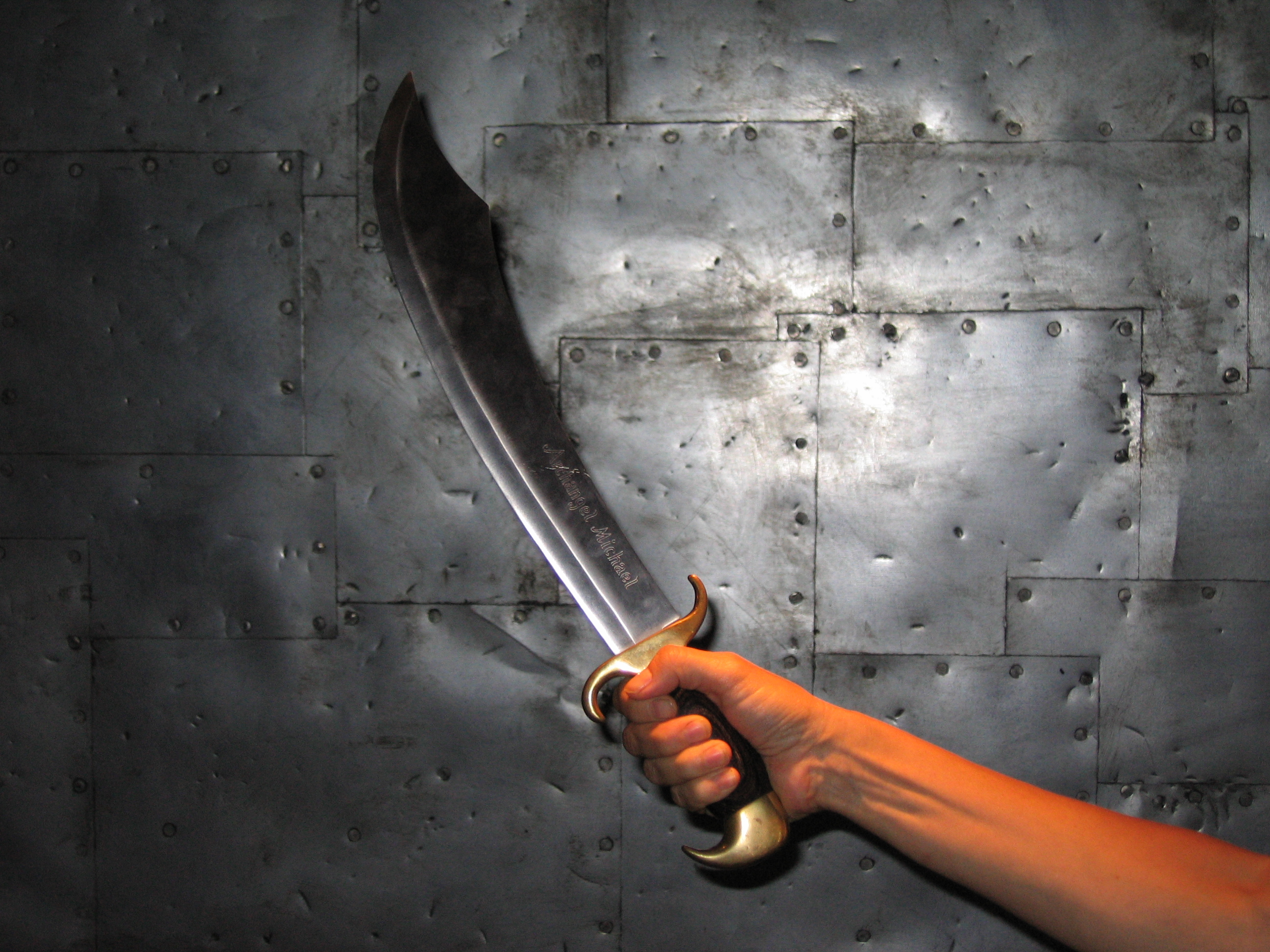
Một thanh đao bằng bạc có tên là Archangel Michael được những người theo nhóm "The Summit Lighthouse and Church Universal and Triumphant" sử dụng trong nghi thức trừ tà

Hình thức trọng thể là khi có ai bị ma quỷ ám và phải nhờ đến một vị giám mục hay linh mục được chỉ định giúp đỡ trục quỷ. Trong hoàn cảnh đặc biệt, một linh mục Công Giáo được phép làm nghi thức trừ quỷ cho một nạn nhân ngoài Công Giáo. Trong những trường hợp có dấu hiệu quỷ ám, danh tính của nhà trừ quỷ sẽ phải được giữ bí mật hoặc chỉ được phép tiết lộ cho những linh mục trong cùng giáo phận. Khi nạn nhân là một phụ nữ, giáo luật đòi buộc phải có một phụ nữ đi kèm với linh mục trừ quỷ để công việc được xem là phù hợp và minh bạch. Theo đó, chỉ một linh mục được cấp phép bởi Đức giám mục địa phương mới có quyền thực hiện nghi lễ đặc biệt này (nữ tu không có quyền làm lễ trừ tà). Ngoài ra, trước khi lễ trừ tà được phép tiến hành, Đức giám mục địa phương buộc phải kêu gọi sự giám định chuyên môn của bác sĩ y khoa để đảm bảo những triệu chứng của người nghi ngờ bị quỷ ám không phải từ một chứng bệnh liên quan đến sức khỏe tâm thần sau đó mới tiến hành nghi lễ. 
Thông thường, một buổi lễ trừ tà sẽ diễn ra với một người trừ tà chính cùng một hoặc nhiều người hỗ trợ. Có những bài cầu nguyện đặc trưng mà Sách nghi thức trừ tà đã chép sẵn. Bánh thánh, muối thánh, nước thánh hoặc rượu thánh là những thức ăn uống đã được chúc phúc cũng có thể được dùng. Linh mục trừ tà có thể trao chúng cho người bị nhập để hỗ trợ họ trước khi bắt đầu nghi thức trừ tà. Đôi khi là dùng để thử phản ứng của ác quỷ vì chúng ghét những phẩm vật thánh thiêng. Rồi sau đó người trừ tà cần kêu gọi sự trợ giúp từ những bề trên, kêu gọi sức mạnh của Chúa Jesus, Đức Mẹ Maria, nói ra tên của các tổng lãnh thiên sứ, các tông đồ, các thánh tử đạo, tên các thánh nữ thuần khiết, mục đích cuối cùng là hỏi tên của con quỷ dữ vì biết được tên của quỷ chính là bước quan trọng nhất để trục xuất nó. Lưu ý rằng những điều liên quan đến tà thuật, ma giáo, bói toán, bói bài, cầu cơ, xem tử vi, tìm hiểu các thứ bùa ngải, phép thuật, ma thuật, tà thuật, những nghi lễ đen tối (nghi lễ hắc ám), phim ảnh, âm nhạc có nội dung phục vụ cho ma quỷ sẽ khiến đến gần ma quỷ hơn.

## Thực hành
Trong xã hội các nước phương Tây những năm gần đây, không hiếm các trường hợp là cá nhân, gia đình tìm đến nghi lễ trừ tà nhằm chữa lành bệnh tật nhưng nhiều nạn nhân đã phải chịu các vết thương đe dọa đến sức khỏe, tâm lý và thậm chí là cả mạng sống. Không ít giáo sĩ đã tỏ ra thận trọng hơn hay thậm chí là không tổ chức nghi lễ trừ tà. Vào năm 1999, Giáo Hoàng John Paul II cho chỉnh sửa nghi thức làm lễ trừ tà. Linh mục muốn đuổi quỷ cho ai thì phải có bác sỹ xác nhận rằng người đó không mắc bệnh tật hay hội chứng tâm lý nào. Càng ngày có nhiều người ở Mỹ, châu Mỹ Latinh và châu Âu tin vào việc trừ tà. Theo thống kê của Gallup thì tỷ lệ này hiện nay ở Bắc Mỹ là 72% và tại Nam Mỹ là 76% trong đó các bậc cha mẹ gốc Nam Mỹ muốn trục vong cho con cái họ thường tìm đến các thầy trừ tà. Một số tín đồ công giáo và thậm chí cả nhiều vị linh mục cao cấp cũng không tin vào việc trừ tà đuổi quỷ và nhắc đến sách Phúc âm, tuy vậy vẫn có nhiều người đi theo những niềm tin khác nhau vẫn cứ vin vào lý do trong kinh Tân ước có gần hai chục lần nói đến việc trừ tà đuổi quỷ. 
Từng có ghi nhận nghi lễ trừ tà kinh dị với hơn 20 người bị giết và tra tấn ở quốc gia Trung Mỹ là Panama khi hàng chục thổ dân da đỏ đã bị bắt trói và hành hạ dã man trong một nghi thức trừ tà đầy máu me họ bị chém bằng dao rựa, đốt bằng lửa, đánh đập bằng quyển kinh thánh và tra tấn đủ kiểu để ép sám hối tội lỗi. Trong thế giới phương Tây ngày nay còn diễn ra cái gọi là Lễ trừ tà cho người đồng tính (Gay exorcism) tương tự như nghi lễ trừ tà khi một nhà trừ tà dùng nghi lễ để đuổi những "con quỷ đồng tính" hoặc các thực thể tâm linh khác khỏi một cá nhân LGBT. Những buổi trừ tà này nhằm mục đích loại bỏ yếu tố đồng tính luyến ái khỏi một cá nhân. Các báo cáo về những buổi trừ tà này vẫn diễn ra vào thời hiện đại nhưng thường được nhà thờ giữ bí mật. Mục sư Roland Stringfellow ở California cho biết bản thân ông đã phải chịu đựng một buổi trừ tà chống người đồng tính vào những năm 1990 mà điều này "không gây ra điều gì ngoài sự xấu hổ và nhục nhã". Vào năm 2009, có một trường hợp diễn ra ở Connecticut đã được ghi lại bằng video, theo đó, có một cậu bé 16 tuổi đã bị đánh đập trong một nhà thờ suốt 20 phút do một nhóm người đứng đầu nhà thờ đóng vai trò như những nhà trừ tà, họ hét lên các bí tích như "Cầu nguyện cho người đồng tính!", Và "Foul Queer, đừng ở đây!". Đoạn video này sau đó đã được phát tán trên YouTube.